# Pourouma minor
Pourouma minor är en nässelväxtart som beskrevs av Raymond Benoist. Pourouma minor ingår i släktet Pourouma och familjen nässelväxter. Inga underarter finns listade i Catalogue of Life.